# Chlorogomphus
Genre
Chlorogomphus est le genre le plus nombreux de la famille des Chlorogomphidae appartenant au sous-ordre des Anisoptères dans l'ordre des Odonates. Il comprend quarante-trois espèces.

## Liste d'espèces
- Chlorogomphus albomarginatus Karube, 1995
- Chlorogomphus aritai Karube, 2013
- Chlorogomphus arooni Asahina, 1981
- Chlorogomphus auratus Martin, 1910
- Chlorogomphus auripennis Zhang & Cai, 2014
- Chlorogomphus brevistigma Oguma, 1926
- Chlorogomphus brittoi Navás, 1934
- Chlorogomphus brunneus Oguma, 1926
- Chlorogomphus caloptera Karube, 2013
- Chlorogomphus campioni (Fraser, 1924)
- Chlorogomphus daviesi Karube, 2001
- Chlorogomphus fraseri St. Quentin, 1936
- Chlorogomphus gracilis Wilson & Reels, 2001
- Chlorogomphus hiten Sasamoto, Yokoi & Teramoto, 2011
- Chlorogomphus infuscatus Needham, 1930
- Chlorogomphus iriomotensis Ishida, 1972
- Chlorogomphus kitawakii Karube, 1995
- Chlorogomphus magnificus Selys, 1854
- Chlorogomphus manau Dow & Nigiam, 2011
- Chlorogomphus miyashitai Karube, 1995
- Chlorogomphus montanus (Chao, 1999)
- Chlorogomphus mortoni Fraser, 1936
- Chlorogomphus nakamurai Karube, 1995
- Chlorogomphus nasatus Needham, 1930
- Chlorogomphus okinawensis Ishida, 1964
- Chlorogomphus papilio Ris, 1927
- Chlorogomphus piaoacensis Karube, 2013
- Chlorogomphus preciosus (Fraser, 1924)
- Chlorogomphus risi Chen, 1950
- Chlorogomphus sachiyoae Karube, 1995
- Chlorogomphus schmidti Asahina, 1986
- Chlorogomphus shanicus Wilson, 2002
- Chlorogomphus speciosus (Selys, 1891)
- Chlorogomphus splendidus (Selys, 1878)
- Chlorogomphus takakuwai Karube, 1995
- Chlorogomphus tunti Needham, 1930
- Chlorogomphus urolobatus Chen, 1950
- Chlorogomphus usudai Ishida, 1996
- Chlorogomphus vietnamensis Asahina, 1969
- Chlorogomphus xanthoptera (Fraser, 1919)
- Chlorogomphus yokoii Karube, 1995
- Chlorogomphus yoshihiroi Karube, 1994